# كرسي مجنح

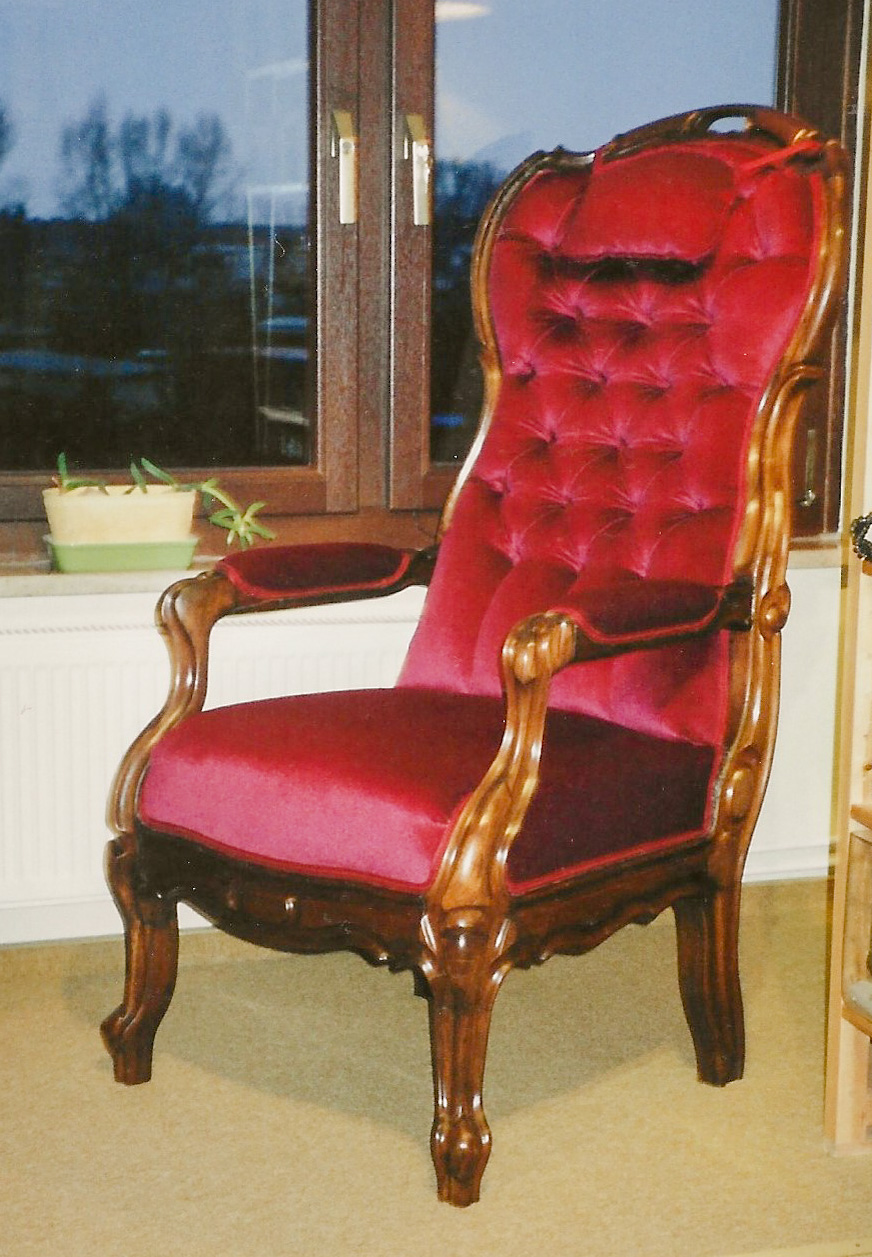
كرسي مجنح للسكك الحديدية لولاية بروسيا لتأثيث الغرف الأميرية في المحطات المختارة قبل عام 1876

الكرسي المُجَنَّح أو المقعد الوثير أو المقعد المُريح أو القُلطُق (جمع: قلاطق) قطعة مريحة من أثاث الجلوس لشخص واحد والتي تزود عادةً بمساند للذراعين ومنجدة ببطانة لينة.

## التأثيل

### قلطق
لعل أن كلمة قلطق هي كلمة معربة من (العثمانية: قولتوق) أو (التركية: koltuk) ومن أحد معانيها كرسيٌ كبير، والكلمة منتشرة في بعض أنحاء سورية وتُلفظ أُلطُؤ أيضًا.

## الصور

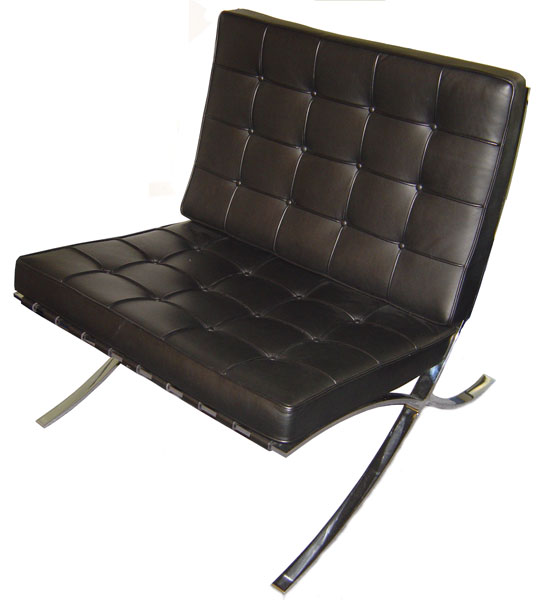
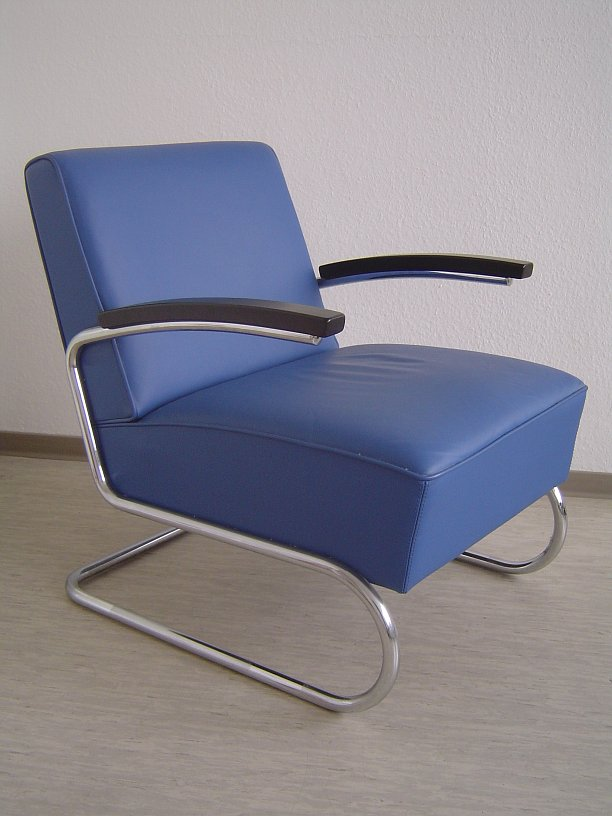
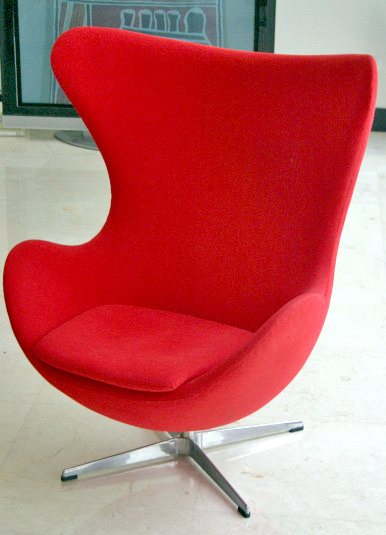
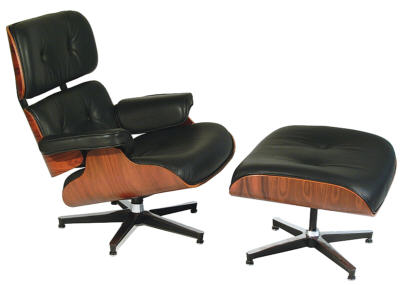
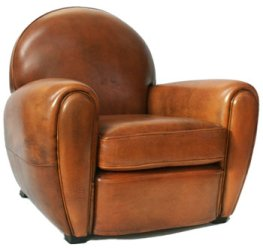